# Andrzej Selerowicz

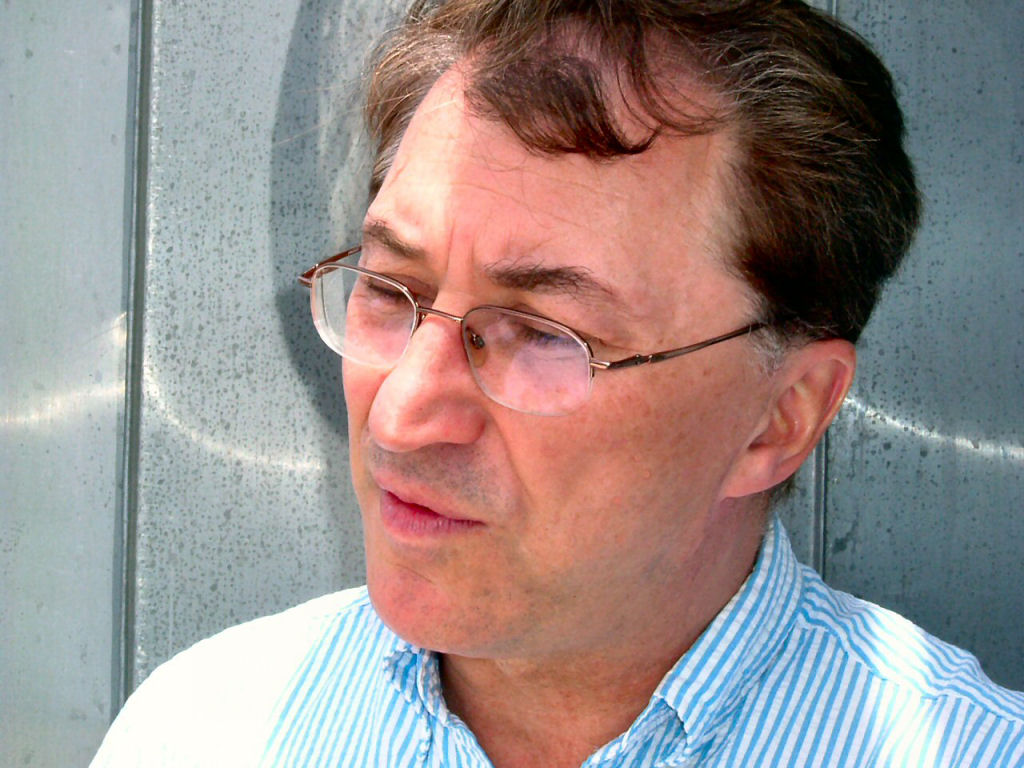
Andrzej Selerowicz (2007).

Andrzej Selerowicz (ur. 25 kwietnia 1948 w Bełchatowie) – polski działacz społeczny na rzecz gejów i lesbijek w Europie Centralnej, publicysta i tłumacz literatury LGBT na język polski.
Od roku 1976 mieszka w Austrii. Jest członkiem gejowsko-lesbijskiej organizacji Homosexuelle Initiative Wien (HOSI Wien) w Wiedniu. W 1982 objął kierownictwo w EEIP (Eastern Europe Information Pool), sekretariacie do spraw krajów socjalistycznych w ramach ILGA). Jego zadaniem było zbieranie i publikowanie informacji na temat polityczno-społecznych aspektów życia osób homoseksualnych w tych krajach i udzielanie wsparcia zalążkom ruchu gejowsko-lesbijskiego (głównie na Węgrzech, w Czechosłowacji, Polsce i NRD). Pierwsza książkowa publikacja, poświęcona tym zagadnieniom, ukazała się w roku 1984 w Hamburgu pod tytułem: Rosa Liebe unter dem Roten Stern: zur Lage der Lesben und Schwulen in Osteuropa (Różowa miłość pod Czerwoną Gwiazdą: sytuacja lesbijek i gejów w Europie Wschodniej). 
W latach 80. wydawał i kolportował w Polsce czasopismo poza zasięgiem ówczesnej cenzury pt. Etap, które było pierwszym, regularnie dostępnym informatorem dla gejów w języku polskim. Później stało się ono znakiem firmowym nieformalnej grupy lesbijsko-gejowskiej Etap we Wrocławiu. 
W latach 1987–1988 był konsultantem i doradcą Warszawskiego Ruchu Homoseksualnego.
Tłumaczył z języka niemieckiego i języka angielskiego klasykę literatury homoerotycznej na język polski i nieodpłatnie publikował ją w Polsce. Od 1990 przez 10 lat regularnie współpracował z redakcją czasopisma Inaczej w Poznaniu, pisząc liczne artykuły i reportaże. 
Później działał jako członek zarządu w ESSDA, European Same-Sex Dance Association (Europejskiego Stowarzyszenia Jednopłciowych Par Tanecznych). Sam również brał czynny udział w turniejach tańca towarzyskiego. Wraz ze swoim mężem, Johnem Clarkiem zdobyli w latach 1998–2006 liczne medale na międzynarodowych turniejach tanecznych, w tym na Gay Games i Eurogames. Ich największy sukces to zloty medal na Gay Games w Sydney, 2002.
W maju 2015 miała miejsce premiera książki jego autorstwa pt. Kryptonim Hiacynt. Powieść opowiada o Akcji „Hiacynt” przeprowadzonej przez Milicję Obywatelską pod koniec lat osiemdziesiątych, wymierzonej w środowiska homoseksualne.
Działalność Selerowicza na rzecz polskiego środowiska LGBT opisano w następujących publikacjach książkowych: 
- 2012 Gejerel. Mniejszości seksualne w PRL-u, Krzysztof Tomasik, Wydawnictwo Krytyki Politycznej, Warszawa, str.: 44, 350–351, 355, 370, ISBN 978-83-62467-54-9
- 2012 Kłopoty z seksem w PRL (rozdział: Początki ruchu gejowskiego w Polsce 1981–1990), praca zbiorowa pod red. Marcina Kuli, Wydawnictwa Uniwersytetu Warszawskiego i Instytut Pamięci Narodowej, Warszawa, ISBN 978-83-235-0964-6
- 2017 Transnational Homosexuals in Communist Poland, Lukasz Szulc, Global Queer Politics, London, str.: 67–69, 106, 138, 224, 232. ISBN 978-3-319-58900-8

Jest laureatem nagrody Tolerantia Awards (Lambda 2020) oraz Złotej Sowy („polonijny Oscar”) w dziale Literatura w 2019 r.

## Dorobek literacki
- książki:
  - 1984: Rosa Liebe unter dem Roten Stern: zur Lage d. Lesben u. Schwulen in Osteuropa, Wydawnictwo Frühlings Erwachen, Hamburg, ISBN 3-922611-86-9 – publikował pod pseudonimem Marek (Jaworski)
  - 1993: Leksykon kochających inaczej. Fakty, daty, nazwiska, Wydawnictwo Softpress, Poznań, ISBN 83-900208-6-6
  - 2015: Kryptonim Hiacynt, Wydawnictwo Queermedia.pl, Kraków, ISBN 978-83-935246-5-5
  - 2017: Zbrodnia, której nie było, Wydawnictwo Novae Res, Gdynia, ISBN 978-83-8083-604-4
  - 2018: Ariel znaczy lew, Wydawnictwo Novae Res, Gdynia, ISBN 978-83-8083-835-2
  - 2019: Inna tajemnica wiary, Wydawnictwo Novae Res, Gdynia, ISBN 978-83-8147-414-6

- tłumaczenia:
  - 1988: Bent - dramat Martina Shermana, Okolice, nr 1
  - 1990: Nie oglądaj się w stronę Sodomy – powieść Gore Vidala, Dom Księgarski i Wydawniczy Fundacji Polonia, ISBN 83-85080-01-5
  - 1991: Mój Giovanni – powieść Jamesa Baldwina, Państwowy Instytut Wydawniczy, Warszawa, ISBN 83-06-02048-0.
  - 1992: Teleny – powieść przypisana Oscarowi Wilde´owi, Wydawnictwo Softpress, Poznań, ISBN 83-900208-0-7